# Igreja Batista da Avenida Dexter
A Igreja Batista da Avenida Dexter é uma igreja batista em Montgomery, Alabama, Estados Unidos, afiliada à Convenção Batista Nacional Progressista. A igreja foi designada como Marco Histórico Nacional em 1974 por causa de sua importância no movimento dos direitos civis e na história americana. Em 1978 o nome oficial foi alterado para Igreja Batista Memorial King da Avenida Dexter, em memória do Dr. Martin Luther King Jr., que foi pastor lá e ajudou a organizar o boicote aos ônibus de Montgomery em 1955 durante a era dos direitos civis. A igreja está localizada a poucos passos do Capitólio Estadual do Alabama.
Em 1º de janeiro de 2008, o governo dos EUA submeteu a igreja à UNESCO como parte de uma futura indicação para Patrimônio Mundial, por causa de sua importante história. Ela está na "Lista Indicativa de Patrimônios Mundiais" da UNESCO.

## História
A congregação da Igreja Batista da Avenida Dexter foi organizada em 1877 por libertos e pessoas de cor livres. Era inicialmente conhecida como a Segunda Igreja Batista de Cor. Os curadores da igreja pagaram US$ 270 em 30 de janeiro de 1879 por um lote na esquina do que hoje é a Avenida Dexter e a Rua Decatur. A primeira construção da igreja era um pequeno edifício de estrutura de madeira. A congregação começou a construção de um novo edifício em 1883; o edifício de tijolos não foi concluído até 1889. A igreja começou a servir a comunidade afro-americana em 3 de outubro de 1887, quando sediou o primeiro registro de alunos para a Universidade Estadual do Alabama, uma faculdade historicamente negra.
Em 1899, William H. McAlpine tornou-se pastor; ele foi cofundador da Universidade de Selma. Vernon Johns, um dos primeiros líderes do Movimento dos Direitos Civis, serviu como pastor de 1947 a 1952. Ele foi sucedido pelo Dr. Martin Luther King Jr., que foi pastor da igreja de 1954 a 1960. Ele organizou o boicote aos ônibus de Montgomery em 1955 em seu escritório no porão.
Perto da igreja está o antigo Presbitério de Dexter, que serviu como lar para doze pastores da igreja entre 1920 e 1992. Agora é operado como Museu Paroquial Dexter, interpretando a história da igreja. A igreja foi adicionada, por seus próprios méritos, ao Registro Nacional de Lugares Históricos em 1982.
Atrás da igreja fica o Centro do Legado Memorial King da Avenida Dexter, na 455 Washington Avenue. O pátio abriga uma estátua do Dr. King.

## Galeria

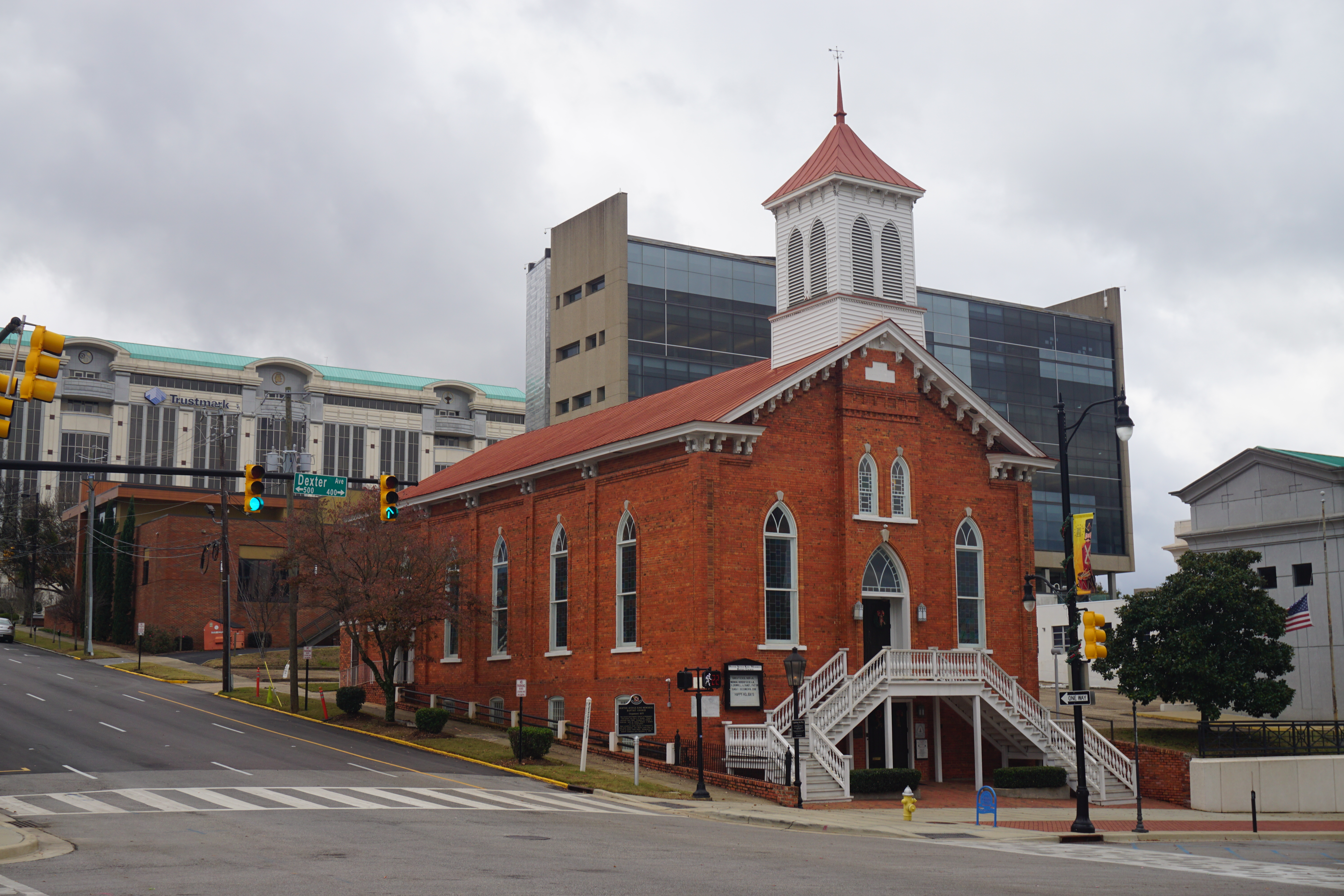
Exterior
Interior
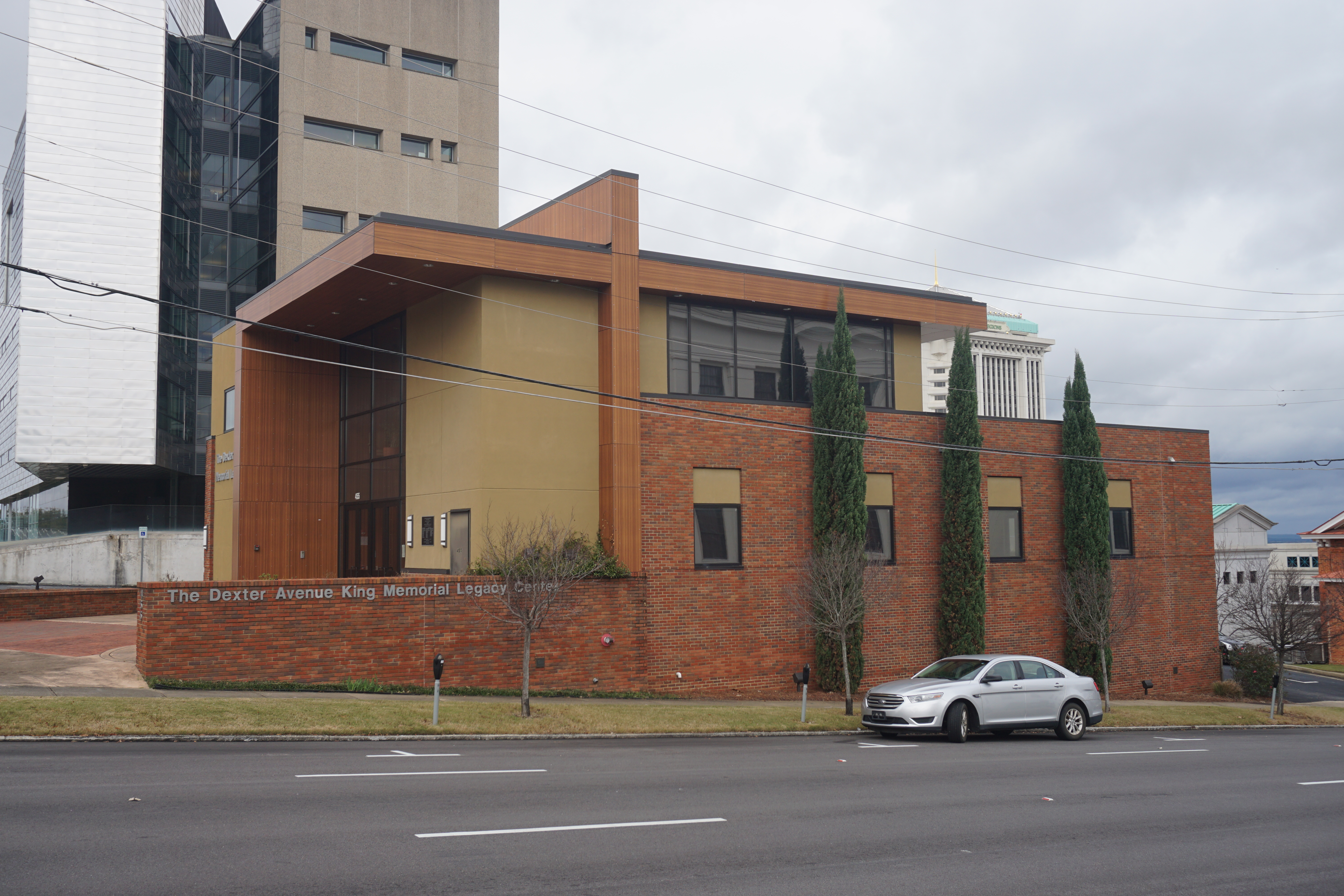
Centro do Legado Memorial King da Avenida Dexter
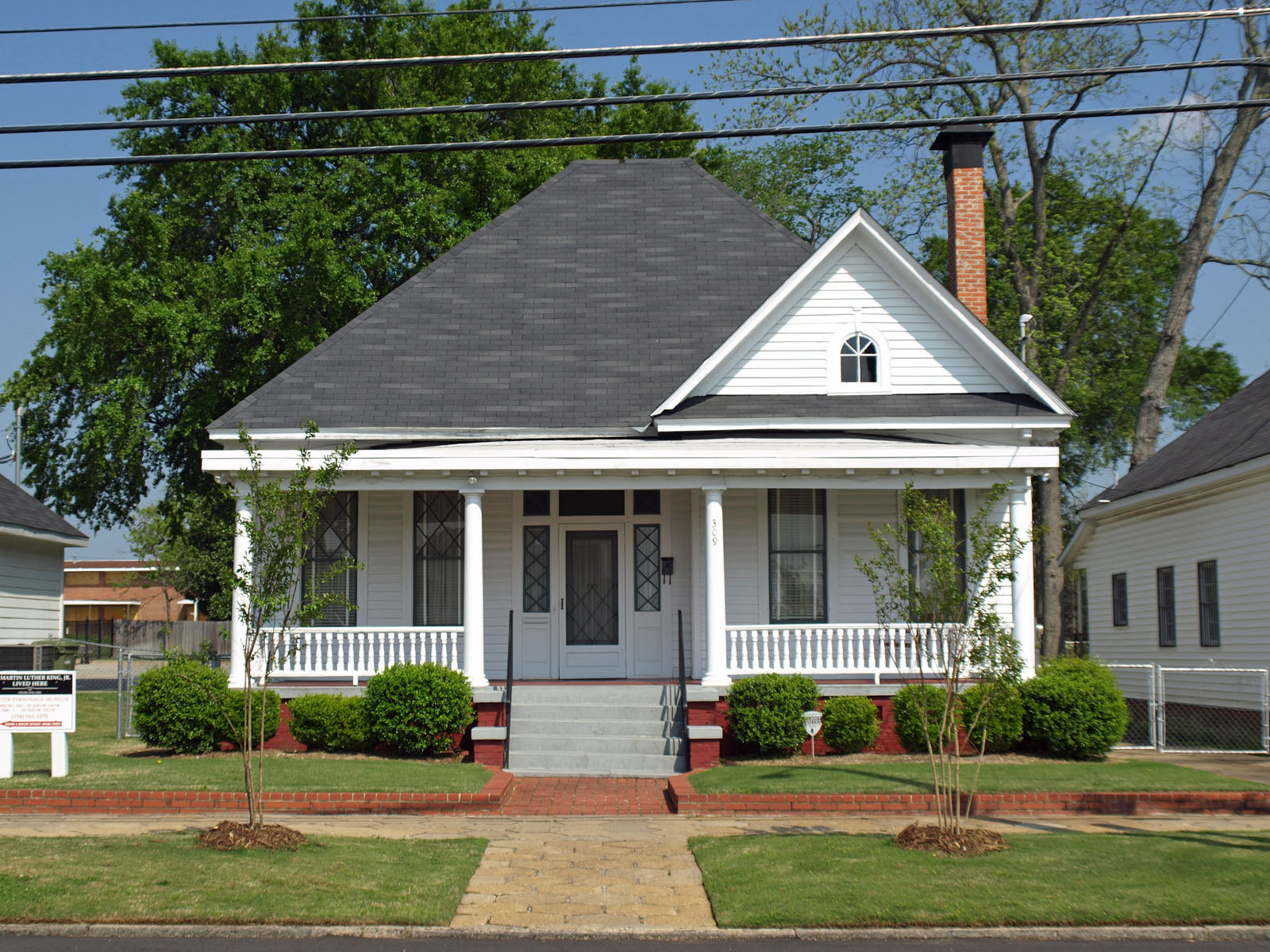
Museu Paroquial Dexter